# Денис Лими
Денис Лими (енгл. Denis Leamy; 27. новембар 1981) бивши је ирски рагбиста. Као дечак упоредо је тренирао харлинг и рагби, али када је напунио 18 година, због велике телесне снаге определио се за рагби. Целу професионалну каријеру провео је у Манстеру, са којим је освојио 2 титуле првака Европе (2006, 2008). У купу шест нација дебитовао је против Италије 2005. Против Енглеске је у купу шест нација 2011. забележио педесети наступ у националном дресу. Био је део ирске репрезентације на светском првенству 2011. Обратио се спортској јавности 22. маја 2012. и изјавио да престаје да игра рагби због повреде кука, али да му је велика част што је играо за Манстер и Ирску. Ожењен је.